# Stoutsville (Ohio)
Stoutsville es una villa ubicada en el condado de Fairfield en el estado estadounidense de Ohio. En el Censo de 2010 tenía una población de 560 habitantes y una densidad poblacional de 187,04 personas por km².

## Geografía
Stoutsville se encuentra ubicada en las coordenadas 39°36′18″N 82°49′24″O / 39.60500, -82.82333. Según la Oficina del Censo de los Estados Unidos, Stoutsville tiene una superficie total de 2.99 km², de la cual 2.99 km² corresponden a tierra firme y (0%) 0 km² es agua.

## Demografía
Según el censo de 2010, había 560 personas residiendo en Stoutsville. La densidad de población era de 187,04 hab./km². De los 560 habitantes, Stoutsville estaba compuesto por el 99.82% blancos, el 0% eran afroamericanos, el 0% eran amerindios, el 0% eran asiáticos, el 0% eran isleños del Pacífico, el 0% eran de otras razas y el 0.18% pertenecían a dos o más razas. Del total de la población el 0.54% eran hispanos o latinos de cualquier raza.